# Малімб камерунський
Малі́мб камерунський (Malimbus coronatus) — вид горобцеподібних птахів родини ткачикових (Ploceidae). Мешкає в Центральній Африці.

## Поширення і екологія
Камерунські малімби мешкають в Камеруні, Республіці Конго, Демократичній Республіці Конго, Екваторіальній Гвінеї, Центральноафриканській Республіці і Габоні. Вони живуть у вологих, сухих і заболочених рівнинних тропічних лісах та на плантаціях.